# Liste der Kulturdenkmäler in Leiningen (Hunsrück)
In der Liste der Kulturdenkmäler in Leiningen sind alle Kulturdenkmäler der rheinland-pfälzischen Ortsgemeinde Leiningen einschließlich des Ortsteils Sauerbrunnen aufgeführt. In den Ortsteilen Lamscheid und Schloß Reifenthal sind keine Kulturdenkmäler ausgewiesen. Grundlage ist die Denkmalliste des Landes Rheinland-Pfalz (Stand: 27. Oktober 2023).

## Einzeldenkmäler
| Bezeichnung                                    | Lage                                  | Baujahr                                       | Beschreibung | Bild            |
| ---------------------------------------------- | ------------------------------------- | --------------------------------------------- | --- | --------------- |
| Brunnen                                        | Leiningen, Am Marktplatz Lage         | zweite Hälfte des 19. Jahrhunderts            | gotisierender Schwengelbrunnen, Gusseisen, Rheinböllerhütte, zweite Hälfte des 19. Jahrhunderts                               | Fotos hochladen |
| Hofanlage                                      | Leiningen, Hauptstraße 11 Lage        | 19. Jahrhundert                               | Streckhof, Fachwerk, teilweise verschiefert, Stall und Scheune, 19. Jahrhundert, altes Hofpflaster; bauliche Gesamtanlage     | BW              |
| Katholische Filialkirche Kreuzerhöhung Christi | Leiningen, Kirchstraße Lage           | Ende des 13. oder Anfang des 14. Jahrhunderts | Chorturm, Ende des 13. oder Anfang des 14. Jahrhunderts, Saalbau, eventuell noch vor 1400; bauliche Gesamtanlage mit Friedhof | Fotos hochladen |
| Brunnenhaus                                    | Sauerbrunnen, Koblenzer Straße 8 Lage | 1911                                          | Brunnenhaus, neubarocker Putzbau, 1911, mit eingeschossiger Lagerhalle                                                        | Fotos hochladen |